# Aquiloeurycea scandens
Espèce
Synonymes
- Pseudoeurycea scandens Walker, 1955

Statut de conservation UICN

 LC  : Préoccupation mineure
Aquiloeurycea scandens est une espèce d'urodèles de la famille des Plethodontidae.

## Répartition
Cette espèce est endémique du Mexique. Elle se rencontre de 1 050 à 1 800 m d'altitude à Gómez Farías dans la Sierra de Guatemala dans le Sud du Tamaulipas et à Ciudad del Maíz dans l'État de San Luis Potosí,.

## Publication originale
- Walker, 1955 : A new salamander of the genus Pseudoeurycea from Tamaulipas. Occasional Papers of the Museum of Zoology, University of Michigan, no 567, p. 1-8 (texte intégral).